# Côn Đô Luân
Côn Đô Luân (giản thể: 昆都仑区; phồn thể: 昆都侖區; bính âm: Kūndūlún Qū) là một khu (quận) của thành phố Bao Đầu, khu tự trị Nội Mông Cổ, Trung Quốc.

### Nhai đạo
| - Thiểu Tiên (少先路街道) - Trương Gia Doanh Tử (张家营子街道) - Chiểu Đàm (沼潭街道) - Lâm Âm Lộ (林荫路街道) - Hữu Nghị Đại Nhai (友谊大街街道) - A Nhĩ Đinh Đại Nhai (阿尔丁大街街道) - Đoàn Kết Đại Nhai (团结大街街道) | - Yên Sơn Đạo (鞍山道街道) - Tiền Tiến Đạo (前进道街道) - Thị Phủ Đông Lộ (市府东路街道) - Bạch Vân Lộ (白云路街道) - Hoàng Hà Tây Lộ (黄河西路街道) - Côn Công Lộ (昆工路街道) |

### Trấn
- Côn Hà (昆河镇)